# Peltidium proximum
Peltidium proximum är en kräftdjursart som beskrevs av Nicholls 1941. Peltidium proximum ingår i släktet Peltidium och familjen Peltidiidae. Inga underarter finns listade i Catalogue of Life.